# Yayıkağıl
Yayıkağıl (kurd. Kimsor) ist ein kurdisches Bergdorf im Landkreis Nazımiye der türkischen Provinz Tunceli. Yayıkağıl liegt ca. 18 km nordöstlich der Kreisstadt Nazımiye auf einer Hochebene 1.850  m über dem Meeresspiegel.
Yayıkağıl liegt am Hang und gehört zum Bucak Büyükyurt. Im Jahre 1985 lebten in Yayıkağıl 392 Menschen. Im Jahre 2009 waren aufgrund der einsetzenden Landflucht noch 43 Menschen dort verblieben.
Yayıkağıl ist alevitisch geprägt. Im Dorf wird im Gegensatz zu den umliegenden Dörfern Kurdisch gesprochen, jedoch wird auch Zazaisch verstanden. Ursprünglich war das Dorf vom Stamm der Kumsuran besiedelt. Am Dersim-Aufstand 1937/1938 beteiligte sich die Dorfbevölkerung nicht. Im Jahre 1944 wurde die erste Dorfschule eröffnet und 1985 wurde Yayıkağıl an das öffentliche Elektrizitätsnetz angeschlossen. Die Bevölkerung lebt von der Kleintierhaltung und vom Feldbau.

## Name
Der ursprüngliche Ortsname lautet Kimsor. Die örtliche Bevölkerung nennt das Dorf nach wie vor bei seinem alten Namen. Im Dersim-Bericht der Generalkommandantur der türkischen Gendarmerie aus dem Jahre 1932 wird Kimsor als Name aufgeführt. Das Buch berichtet über lokale Überlieferungen zum Ortsnamen. Ursprünglich sei es Kimisorlu genannt worden. Stammesangehörige des Aşiret der Şaddilî stellten den Namen in der Form  „Kumsor“ demnach im Zusammenhang zum Wort für Kizilbasch („Rotkopf“).„Kum“ ist eine Kopfbedeckung und „sor“ heißt „rot“. Die Umbenennung zur heutigen Bezeichnung erfolgte in den 1960er Jahren. Bei der Volkszählung von 1965 wird Kimsor noch als Alternativbezeichnung aufgeführt.